# Advances in Cancer Research
Advances in Cancer Research is een aan collegiale toetsing onderworpen boekenserie op het gebied van de oncologie, die net als wetenschappelijke tijdschriften regelmatig verschijnt en een impactfactor heeft. De naam wordt in literatuurverwijzingen meestal afgekort tot Adv. Canc. Res. De serie wordt uitgegeven door Elsevier en verschijnt 4 keer per jaar.